# Montceaux-lès-Vaudes
Montceaux-lès-Vaudes è un comune francese di 286 abitanti situato nel dipartimento dell'Aube nella regione del Grand Est.

## Società

### Evoluzione demografica
Abitanti censiti